# Jorge Omar Bonafini Pastor
Jorge Omar Bonafini Pastor (La Plata, 12 de diciembre de 1950 - desaparecido el 8 de febrero de 1977) fue un estudiante de física de la Universidad Nacional de La Plata, detenido desaparecido durante la dictadura cívico militar argentina. Es conocido también por ser el hijo de la madre de Plaza de Mayo Hebe de Bonafini.

## Infancia y juventud
Jorge Omar Bonafini nació el 12 de diciembre de 1950 en La Plata (provincia de Buenos Aires). Sus padres eran Humberto de Bonafini y Hebe Pastor de Bonafini. Realizó sus estudios primarios en la Escuela Graduada «Joaquín V. González». En 1964 ingresó al Colegio Nacional La Plata. y egresó en el año 1969 en 6° 4°.  De acuerdo a su Legajo Nº 7098 ingresó al Doctorado en Física en el año 1970 en la Facultad de Ciencias Exactas de la Universidad Nacional de La Plata, cursando y rindiendo materias hasta abril de 1976, de manera sobresaliente. De acuerdo a su Legajo de Personal Docente, ingresó en 1972 como Ayudante alumno ad honorem al Área de Física. Continuó como Ayudante alumno y su cargo fue prorrogado hasta la sustanciación de los concursos o en su defecto hasta el 31 de diciembre de 1976. Trabajaba además como Auxiliar docente de Matemáticas en el Colegio Nacional. 

## Militancia, secuestro y desaparición
Bonafini Pastor militaba en el Partido Comunista Marxista Leninista (PCML). Estaba casado con María Elena Bugnone. Fue secuestrado el 8 de febrero de 1977 en su domicilio en calle 24 y 56. Fue visto por sobrevivientes, entre ellos la física Adriana Calvo, que había sido su profesora, en los Centros Clandestinos de Detención conocidos como Arana y Comisaría 5ta. Tiempo después, fue secuestrada su esposa María Elena y también su hermano Raúl. 
A raíz de la desaparición de los hermanos Bonafini, su madre, Hebe Pastor de Bonafini, quien hasta entonces era una ama de casa, comenzó a militar por la búsqueda de sus hijos detenidos desaparecidos, la lucha contra la impunidad de los culpables de delitos de lesa humanidad, así como por reivindicar la vida de los desaparecidos, rindiendo homenaje a sus actos y no solo a su desaparición. Ella fue co-fundadora y Presidenta de la Asociación Madres de Plaza de Mayo. Su caso fue juzgado en los juicios conocidos como “Causa Camps” y “Circuito Camps”. Jorge, María Elena y Raúl continúan desaparecidos.

## Reconocimientos
La colocación en 1986 de una placa de cristal en la galería del Departamento de Física de la Facultad de Ciencias Exactas que recuerda a sus miembros detenidos desaparecidos, por propuesta de los físicos Fidel A. Schaposnik y Claudia Patricia Massolo, se considera uno de los primeros homenaje de este tipo realizado en la Universidad Nacional de La Plata. El texto reza: 
“Son varios los miembros de este Departamento que han sufrido persecución, tortura y muerte. Jorge Bonafini, Federico Lüdden y María de los Ángeles Valeriani aún permanecen desaparecidos. Esta placa representa nuestro reclamo permanente a su aparición con vida y el compromiso indestructible de exigir justicia e impedir que se repita lo sucedido”.
Su legajo como estudiante del Colegio Nacional «Rafael Hernández» fue reparado mediante la resolución N° 1201/23 en el año 2023 mientras que su legajo de la Facultad de Ciencias Exactas fue uno de los 39 documentos reparados en 2025, en ambos casos en el marco del Programa de Reparación, digitalización y preservación de legajos de estudiantes, graduados y trabajadores de la Universidad Nacional de La Plata víctimas del terrorismo de Estado, que lleva adelante la Dirección de Políticas de Memoria y Reparación histórica de la Secretaría de Derechos Humanos y Políticas de Igualdad.